# Mario Bianchi (regista cinematografico)
Mario Bianchi (Roma, 7 gennaio 1939 – Roma, 12 aprile 2022) è stato un regista italiano.

## Biografia
Figlio del regista Roberto Bianchi Montero, entra nel mondo del cinema collaborando con il padre. In seguito è aiuto di Siro Marcellini, Ferdinando Baldi e Mario Bava. La sua prima regia risale al 1971 all'età di trentadue anni. Inizialmente realizza film di vario genere: western all'italiana, polizieschi e anche sceneggiate napoletane; più tardi gira film di genere erotico e dalla metà degli anni ottanta in avanti si specializza nel cinema pornografico.
Nel settore diviene uno specialista e dirigerà attori molto noti nel genere come Rocco Siffredi, Roberto Malone, Moana Pozzi, Angelica Bella, Vampirella, Rossana Doll, Manya, Jessica Rizzo e Cicciolina. Il regista ha utilizzato vari pseudonimi, tra cui David Bird, Frank Bronston, Alan W. Cools, Mark B. Light, Robert Martin, Nicholas Moore, Stuart Murphy, Renzo Spaziani, Cesar White, Martin White, Arthur Wolf, Tony Yanker, Jim Reynolds e Hans Ruiz.

## Filmografia parziale

### Filmografia tradizionale
- In nome del padre, del figlio e della Colt (1971) (accreditato come Frank Bronston)
- Hai sbagliato... dovevi uccidermi subito! (1971)
- Mi chiamavano Requiescat... ma avevano sbagliato (1973)
- L'infermiera... di mio padre (1975)
- Vento, vento, portali via con te (1976)
- La cameriera nera (1976)
- La banda Vallanzasca (1977)
- Napoli... i 5 della squadra speciale (1978)
- Provincia violenta (1978) (accreditato come Robert Moore)
- Napoli una storia d'amore e di vendetta (1979)
- I guappi non si toccano (1979)
- La dottoressa di campagna (1981)
- Chiamate 6969: taxi per signora (1981) (accreditato come Alan W. Cools)
- Biancaneve & Co. (1982)
- Funny Frankestein (1982)
- La bimba di Satana (1982) (accreditato come Alan W. Cools)
- Messo comunale praticamente spione (1982) (accreditato come Alan W. Cools)
- Una storia ambigua (1986)
- Non aver paura della zia Marta (1988)
- Riflessi di luce (1988)
- Jiboa - Il sentiero dei diamanti (1989) (accreditato come Stuart Murphy)
- Ad un passo dall'aurora (1989)

### Filmografia pornografica
- Vieni, vieni da me amore mio (1983) (accreditato come Alan W. Cools)
- Marina miele selvaggio (1984) (accreditato come Martin White)
- Marina Hard Core (1985)
- Marina, i desideri di una nobildonna (1986) (accreditato come Martin White)
- Marina e il suo cinema (1986)
- Ramba sfida la bestia (1987) (co-regia con Salvatore Di Liberto, accreditati come Salvo & Martin)[2]
- Le calde labbra di Valery e Jessica (1987) (accreditato come Martin White)
- Belve del sesso (1987)
- Marina, un vulcano di piacere (1987) (accreditato come Martin White)[3]
- Valerie la calda bestia (1987) (co-regia con Salvatore Di Liberto, accreditati come Salvo & Martin)
- La scuola di piaceri proibiti (1987) (accreditato come Martin White)
- Le provocazioni di Emanuela (1988) (accreditato come Arthur Wolf)
- Le sposine insaziabili (1988) (accreditato come Arthur Wolf)
- Il vizio di Baby e l'ingordigia di Ramba (1989) (co-regia con Riccardo Schicchi)
- Cicciolina e Moana "Mondiali" (1990) (accreditato come Jim Reynolds)
- Sorelle superbagnate (1990) (accreditato come David Bird)
- Le depravazioni di Eva (1990) (accreditato come Martin White)[4]
- I desideri di una ingenua (1990) (accreditato come Arthur Wolf)
- Femmine perverse (1990) (accreditato come Martin White)
- Giochi bestiali in famiglia (1990) (accreditato come David Bird)
- Le donne di Mandingo (1990) (accreditato come Jim Reynolds)
- Vogliose ed insaziabili per stalloni superdotati (1990) (accreditato come Gregory J. Schell)[5]
- All’onorevole piacciono gli stalloni (1990) (accreditato come Jim Reynolds)
- Amori particolari transessuali (1990) (accreditato come Hans Ruiz)
- Le donne del peccato (1990) (accreditato come Martin White)
- Moana il trans e la tettona (1990) (accreditato come Jim Reynolds)[6]
- Baby la figlia libidinosa (1990) (accreditato come Martin White)
- Desideri bestiali e voluttuosi (1991) (accreditato come David Bird)
- Una donna chiamata Cavallo (1991) (accreditato come Jim Reynolds)
- Il castello del piacere (1992) (accreditato come Martin White)
- Analità profonda (1992) (accreditato come Martin White)[7]
- Bocca calda mani di velluto - Cavalla per stalloni doc (1992) (accreditato come Ely Martin)
- Colpo grosso in Porno Street (1992) (accreditato come Martin White)
- Ore 9 scuola a tutto sesso - Goduria sfrenata (1992) (accreditato come Martin White)
- La lunga gola di Baby (1992) (accreditato come David Bird)
- Il mondo porno di Barby (1992) (accreditato come Martin White)
- Ho scopato un'aliena (1992) (accreditato come Martin White)
- Una bocca piena di sesso (1992) (accreditato come Martin White)
- Oscenità selvaggia (1992) (accreditato come Martin White)
- Super Moana (1992) (accreditato come Jim Reynolds)
- Porno provini bagnati per Milli (1992) (accreditato come Martin White)
- Tocco magico (1992) (accreditato come Martin White)
- Visioni orgasmiche (1992) (accreditato come Nicholas Moore)
- Vedo nudo (1993) (accreditato come Martin White)
- Taboo di una moglie perversa - Milly P.R. porca e scatenata (1993) (accreditato come James Fulker)[8]
- Più di Sodoma e Gomorra (1993) (accreditato come Martin White)
- Sodoma piaceri proibiti (1993) (accreditato come Martin White)[9]
- Erotismo e perversioni (1993) (accreditato come David Bird)
- In due di dietro (1993) (accreditato come Martin White)
- Strane sensazioni bestiali - Animalità (1994) (accreditato come Tony Yanker)[10]
- Belle pazze scatenate vogliose - Le ragazze pon pon (1994) (accreditato come Ely Martin)
- Offerta indecente (1994) (accreditato come Tony Yanker)[11]
- Mandingo Superstar (1994) (accreditato come Tony Yanker)[12]
- Avanti e dietro c’è posto (1994) (accreditato come Martin White)
- Superbrividi bestiali... infinitamente (1994) (accreditato come Martin White)
- Sodomia forzata (1994) (accreditato come Tony Yanker)
- Bestial Fantasy - Strani amori di donne (1994) (accreditato come David Bird)
- Doppio contatto anale (1994) (accreditato come Tony Yanker)
- L'angelo del sesso… anale (1995) (accreditato come Nicholas Moore)
- Una vedova allegra (1995) (accreditato come Nicholas Moore)
- Bestialmente ingorda (1996) (accreditato come Nicholas Moore)
- Una famiglia per pene (1996) (accreditato come Nicholas Moore)
- Calore di donna (1996) (accreditato come Nicholas Moore)
- The Erotic Adventures of Zorro (1996) (accreditato come Nicholas Moore)
- Le porcone volanti (1997) (accreditato come John Bird)
- Le fantasie anali di Milly (1997) (accreditato come Tony Yanker)
- Intrigo sotto le gonne (1997) (accreditato come Nicholas Moore)
- Lucretia - Una stirpe maledetta (1997) (accreditato come Nicholas Moore)
- Le magnifiche 7 (1997) (accreditato come Nicholas Moore)
- Francesca - Sinfonia anale (1997) (accreditato come Nicholas Moore)
- La puttana dello spazio (1998) (accreditato come Nicholas Moore)
- Peccati veniali (1998) (accreditato come Nicholas Moore)
- Mata Hari (1998) (accreditato come Nicholas Moore)
- Sexy Killer (1999) (accreditato come Nicholas Moore)
- Koyack (1999) (accreditato come Nicholas Moore)
- KKK – Storie violente dell’America di ieri (2000) (accreditato come Nicholas Moore)
- Il desiderio di spiare mia moglie (2001) (accreditato come Nicholas Moore)